# Sprawa rycerska

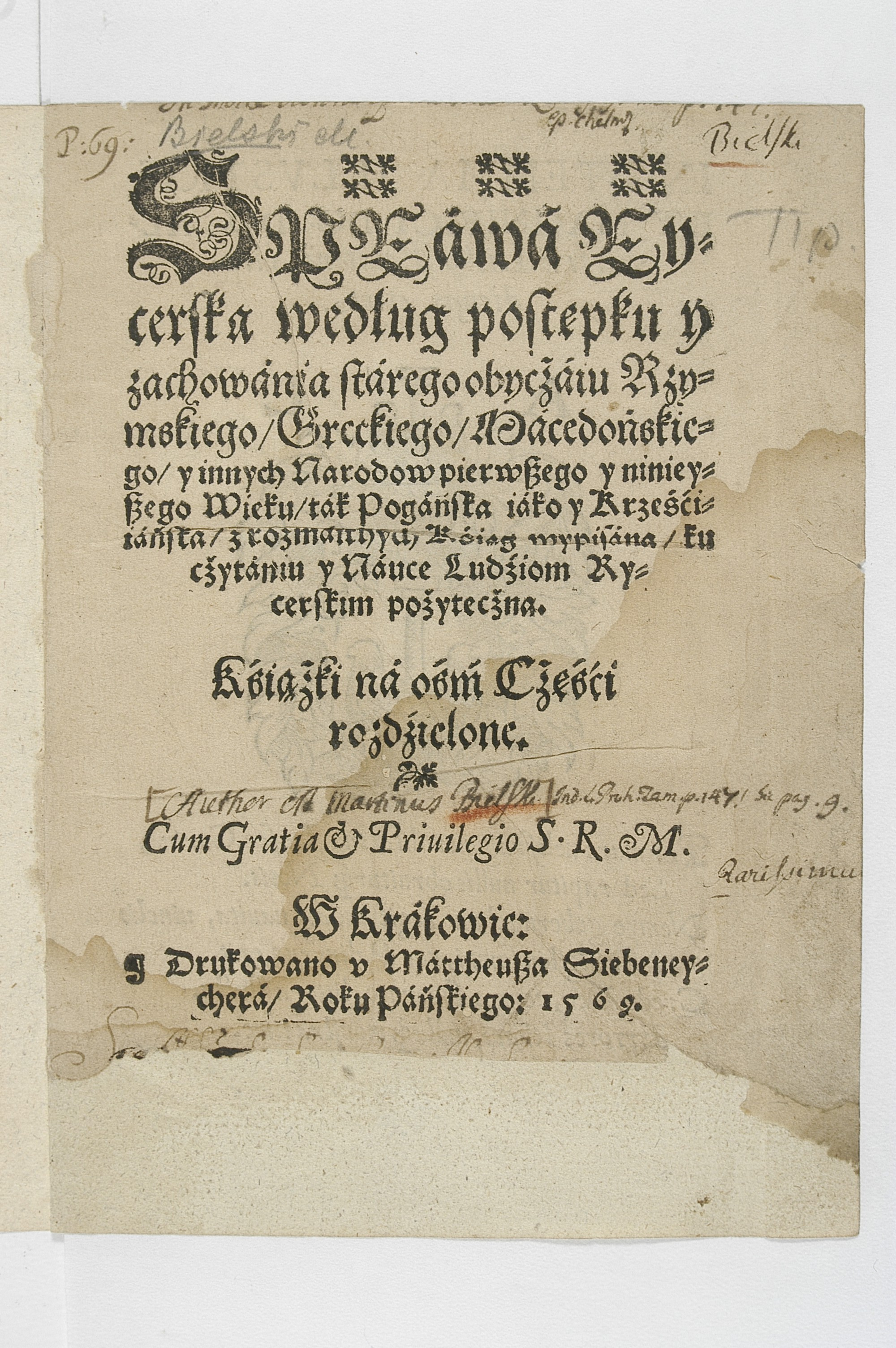
Strona tytułowa pierwszego wydania z 1569

Sprawa Rycerska według postępku y zachowania starego obyczaju Rzymskiego, Greckiego, Macedońskiego y innych Narodow pierwszegi y ninieyszego Wieku tak Pogańska iako y Krześciiańska z rozmaitych Ksiąg wypisana ku czytaniu y Nauce Ludidziom Rycerskim pożyteczna – traktat teoretyczny Marcina Bielskiego wydany w Krakowie w 1569.
Traktat opisuje zasady prowadzenia sztuki wojennej w ujęciu historycznym. Wyrósł z doświadczeń staropolskiej obronności oraz potrzeby dostosowania ich do wymogów współczesności. W księdze ósmej, w całości poświęconej artylerii, mieszczą się wzmianki na temat sposobów produkcji i wykorzystania bojowego rakiet o korpusie papierowym, napełnionych stałym paliwem złożonym z drobno zmielonej saletry, siarki i węgla. Bielski wyróżnił dwa typy rakiet - wznoszących się swobodnie w górę z drewnianą żerdzią jako stabilizatorem oraz poruszających się poziomo wzdłuż prowadnicy, którą stanowi sznur. Dzieło to jest najstarszym polskim opracowaniem teoretycznym dotyczącym produkcji i wykorzystania rakiet.